# Astraea lobata
Astraea lobata är en törelväxtart som först beskrevs av Carl von Linné, och fick sitt nu gällande namn av Johann Friedrich Klotzsch. Astraea lobata ingår i släktet Astraea och familjen törelväxter. Inga underarter finns listade i Catalogue of Life.